# Monte Negro, Mexiko
Monte Negro är en ort i Mexiko.   Den ligger i kommunen San Juan Bautista Valle Nacional och delstaten Oaxaca, i den sydöstra delen av landet, 400 km sydost om huvudstaden Mexico City. Monte Negro ligger 84 meter över havet och antalet invånare är 205.
Terrängen runt Monte Negro är huvudsakligen kuperad. Monte Negro ligger nere i en dal. Runt Monte Negro är det ganska glesbefolkat, med 28 invånare per kvadratkilometer. Närmaste större samhälle är San Juan Bautista Valle Nacional, 8,9 km nordväst om Monte Negro. I omgivningarna runt Monte Negro växer huvudsakligen savannskog.